# Okruzi Belizea
Belize je podijeljen na šest okruga. Površinom najveći okrug je Cayo s 5.338 km², a najmanji Corozal s 1.860 km². Prema broju stanovnika iz 2005. godine najviše stanovnika 87.000 živi u okrugu Belize, a najmanje u Toledu njih 27.600.

## Popis okruga
| Okrug       | Središte         | Površina (km²) | Stanovništvo (2005. godine) | dvoslovna kratica | troslovna kratica |
| ----------- | ---------------- | -------------- | --------------------------- | ----------------- | ----------------- |
| Belize      | Belize City      | 4.204          | 87.000                      | BZ                | BZD               |
| Cayo        | San Ignacio      | 5.338          | 66.800                      | CY                | CYO               |
| Corozal     | Corozal Town     | 1.860          | 35.500                      | CZ                | CZL               |
| Orange Walk | Orange Walk Town | 4.737          | 47.000                      | OW                | OWK               |
| Stann Creek | Dangriga         | 2.176          | 30.000                      | SC                | SCK               |
| Toledo      | Punta Gorda      | 4.648          | 27.600                      | TO                | TOL               |

## Glavni gradovi i mjesta po okruzima

### Belize
- Belize City (središte okruga)
- Bermudian Landing
- Burrell Boom
- Caye Caulker
- Crooked tree
- Double Head Cabbage
- Gales Point
- Hattieville
- La Democracia
- Ladyville
- Lord's Bank
- Mahogany Heights
- Maskall
- Sand Hill
- San Pedro (Ambergris Caye)
- Santana

### Cayo
- Belmopan (glavni grad države)
- Benque Viejo del Carmen
- Blackman Eddy
- Bullet Tree Falls
- Camalote
- Central Farm
- Esperanza
- Las Flores
- Roaring Creek
- San Antonio
- San Ignacio (središte okruga)
- San Jose Succotz
- Santa Elena
- Santa Familia
- Spanish Lookout
- Teakettle
- Valley of Peace

### Corozal
- Buena Vista
- Calcutta
- Caledonia
- Chunox
- Consejo
- Corozal Town (središte okruga)
- Libertad
- Little Belize
- Louisville
- Paraiso
- Patchakan
- Progresso
- Ranchito
- San Narciso
- San Joaquin
- San Pedro
- Santa Elena
- Sarteneja
- Xaibe

### Orange Walk
- August Pine Ridge
- Blue Creek
- Carmelita
- Chan Pine Ridge
- Douglas
- Gallon Jug
- Guinea Grass
- Indian Church
- Orange Walk Town (središte okruga)
- San Estevan
- San Felipe
- San Jose
- San Jose Palmar
- San Lazaro
- San Pablo
- San Roman
- Santha Martha
- Shipyard
- Tower Hill
- Trial Farm
- Trinidad
- Yo Creek

### Stann Creek
- Alta Vista
- Big Creek
- Dangriga (središte okruga)
- Hope Creek
- Hopkins
- Independence
- Mango Creek
- Maya Centre
- Maya Mopan
- Melinda
- Middlesex
- Mullins River
- Placencia
- Pomona
- Riversdale
- San Juan Busco
- Sarawee
- Seine Bight
- Silk Grass
- Sittee River

### Toledo
- Aguacate
- Barranco
- Bladden
- Big Falls
- Blue Creek
- Forest Home
- Golden Stream
- Indian Creek
- Jacinto
- Jalacte
- Monkey River
- Otoxha
- Punta Gorda (središte okruga)
- San Antonio
- San Benito Poite
- San Pedro Columbia
- Toledo Settlement

## Vanjske poveznice
- Informacije o Belizeu  Arhivirana inačica izvorne stranice od 27. svibnja 2019. (Wayback Machine)
- Okruzi Belizea na belize.fm  Arhivirana inačica izvorne stranice od 20. kolovoza 2013. (Wayback Machine)
- Detaljna karta okruga i središta okruga.